# Château Lamothe Guignard
Le château Lamothe Guignard, est un domaine viticole situé à Sauternes en Gironde. En AOC Sauternes, il est classé deuxième grand cru dans la classification officielle des vins de Bordeaux de 1855.

## Terroir
Le domaine a une superficie de 32 hectares dont 18 en cru classé. L'encépagement est composé à 90 % de sémillon, 5 %  de sauvignon et 5 % de muscadelle.